# Ruska uporaba mobilnih krematorijev v Ukrajini
O ruskih mobilnih krematorijih, ki s svojimi silami delujejo v ruski invaziji na Ukrajino, je bilo že več obtožb. 6. aprila 2022 je Snopes obtožbe ocenil za "nedokazane".

## Ozadje
Poročila o uporabi mobilnih krematorijev s strani ruskih sil so se prvič pojavila leta 2015 med rusko-ukrajinsko vojno. Po poročanju Snopes je nekdanji predsednik ameriškega odbora za oborožene sile Mac Thornberry leta 2015 za Bloomberg povedal, da "Rusi skušajo skriti svoje žrtve tako, da s seboj vzamejo mobilne krematorije [...] Svojo vpletenost skušajo prikriti ne le pred svetom, ampak tudi pred Rusi" in da je predstavnik ZDA Seth Moulton, ki je leta 2015 potoval v Ukrajino, potrdil te trditve. Takratni vodja ukrajinske varnostne agencije Valentin Nalivajčenko je takrat poročal o sedmih mobilnih krematorijih pod nadzorom militantnih sil, ki so januarja 2015 vstopili na območja Ukrajine, pri čemer je vsak od teh krematorijev sežgal 8-10 trupel na dan.
Tik pred začetkom ruske invazije je britansko ministrstvo za obrambo objavilo slike mobilnih krematorijev. Britanski obrambni minister Ben Wallace je za The Daily Telegraph sumil o uporabi za skrivanje dokazov o žrtvah na bojišču in jih opisal kot strašljive. Predlagal je tudi, da so jih "Morda razvili, da bi se izognili kritikam vojne doma zaradi velikih žrtev", in izjavil, da je "To zelo srhljiv stranski učinek ruskega pogleda na lastne sile in za tiste, ki služijo, vedoč, da te v primeru smrti čaka uplinjanje, kar verjetno pove vse o ruskem režimu." Poročilo je kasneje povzročilo rusko blokado The Telegraph. Predvojni posnetek, ki ga je objavilo britansko obrambno ministrstvo, je pokazal besedilo, ki pravi, da je opremo izdelalo podjetje Tourmaline iz Sankt Peterburga in da je bila ustvarjena za uničevanje nevarnih bioloških odpadkov. Tourmaline se sicer opisuje kot rusko sežigalniško podjetje. Snopes je poročal tudi o videoposnetku iz leta 2015, pri čemer ocenjuje, da je video promocijske narave iz avgusta 2013.

## Ruska invazija
Ukrajinski predsednik Volodimir Zelenski je 3. marca dejal novinarjem, da "ruski ljudje tu umirajo, nihče ne prešteje žrtev vojne. Ali veste, da so s seboj prinesli krematorije? Svojim družinam ne bodo pokazali trupel. Ne bodo povedali materam, da so tukaj umrli njihovi otroci.«
6. aprila je mariupolski mestni svet obtožil ruske sile, da zažigajo trupla civilistov z namenov prikrivanja dokazov o vojnih zločinih, in zapisal, da "morilci zakrivajo sledi". Mestni svet je trdil, da so ruske oblasti po mednarodnem ogorčenju, ki ga je povzročilo odkritje grozodejstev v Buči, "ukazale uničiti vse dokaze o zločinih, ki so jih zagrešili v Mariupolu." Župan Mariupola Vadim Bojčenko je aprila za Associated Press povedal, da so "mobilni krematoriji prispeli v obliki tovornjakov: odprete jih in notri je cev, kjer se sežigajo trupla", in izjavil, da ima več virov, ki govorijo o metodičnih sežiganjih trupel s strani ruskih sil. Bojčenko je takrat izjavil, da bi lahko število civilnih žrtev preseglo 20.000, ruske sile pa obtožil blokiranja humanitarnih konvojev, da bi prikrile obseg žrtev.